# Équipe d'Afrique du Sud de rugby à XV à la Coupe du monde 1995
L'équipe d'Afrique du Sud a remporté la Coupe du monde de rugby 1995.
Les joueurs ci-après ont joué pendant cette coupe du monde 1995. Les noms en gras désignent les joueurs qui ont été titularisés le plus souvent.

## Résultats

### Poule A
| \| \| MJ \| V \| N \| D \| PP \| PC \| Pts \| \| -------------- \| -- \| - \| - \| - \| -- \| -- \| --- \| \| Afrique du Sud \| 3 \| 3 \| 0 \| 0 \| 68 \| 26 \| 9 \| \| Australie \| 3 \| 2 \| 0 \| 1 \| 87 \| 41 \| 7 \| \| Canada \| 3 \| 1 \| 0 \| 2 \| 45 \| 50 \| 5 \| \| Roumanie \| 3 \| 0 \| 0 \| 3 \| 14 \| 97 \| 3 \| | - 25 mai : Afrique du Sud 27-18 Australie - 30 mai : Afrique du Sud 21-8 Roumanie - 4 juin : Afrique du Sud 20-0 Canada |   |   |   |    |    |     |
| | MJ | V | N | D | PP | PC | Pts |
| Afrique du Sud | 3 | 3 | 0 | 0 | 68 | 26 | 9   |
| Australie | 3 | 2 | 0 | 1 | 87 | 41 | 7   |
| Canada | 3 | 1 | 0 | 2 | 45 | 50 | 5   |
| Roumanie | 3 | 0 | 0 | 3 | 14 | 97 | 3   |

### Phase finale
|  | Quarts de finale | Quarts de finale |                        |    | Demi-finales     | Demi-finales     |  |  | Finale                              | Finale                              |
|  | Quarts de finale | Quarts de finale |                        |    | Demi-finales     | Demi-finales     |  |  | Finale                              | Finale                              |
|  |                  |                  |                        |    |                  |                  |  |  |                                     |                                     |
|  |                  |                  |                        |    | 17 juin à Durban | 17 juin à Durban |  |  | 24 juin à Johannesburg (Ellis Park) | 24 juin à Johannesburg (Ellis Park) |
|  |                  |                  |                        |    | 17 juin à Durban | 17 juin à Durban |  |  | 24 juin à Johannesburg (Ellis Park) | 24 juin à Johannesburg (Ellis Park) |
|  |                  |                  |                        |    | 17 juin à Durban | 17 juin à Durban |  |  | 24 juin à Johannesburg (Ellis Park) | 24 juin à Johannesburg (Ellis Park) |
|  |                  |                  |                        |    | 17 juin à Durban | 17 juin à Durban |  |  | 24 juin à Johannesburg (Ellis Park) | 24 juin à Johannesburg (Ellis Park) |
|  |                  |                  |                        |    | 17 juin à Durban | 17 juin à Durban |  |  | 24 juin à Johannesburg (Ellis Park) | 24 juin à Johannesburg (Ellis Park) |
|  | Afrique du Sud   | 19               |                        |    |                  |                  |  |  | 24 juin à Johannesburg (Ellis Park) | 24 juin à Johannesburg (Ellis Park) |
|  | Afrique du Sud   | 19               | 10 juin à Johannesburg |    |                  |                  |  |  | 24 juin à Johannesburg (Ellis Park) | 24 juin à Johannesburg (Ellis Park) |
|  |                  | France           | 15                     |    |                  |                  |  |  | 24 juin à Johannesburg (Ellis Park) | 24 juin à Johannesburg (Ellis Park) |
|  | Afrique du Sud   | France           | 15                     | 42 |                  |                  |  |  | 24 juin à Johannesburg (Ellis Park) | 24 juin à Johannesburg (Ellis Park) |
|  | Afrique du Sud   |                  |                        | 42 |                  |                  |  |  | 24 juin à Johannesburg (Ellis Park) | 24 juin à Johannesburg (Ellis Park) |
|  | Samoa            | 14               |                        |    |                  |                  |  |  | 24 juin à Johannesburg (Ellis Park) | 24 juin à Johannesburg (Ellis Park) |
|  | Samoa            | 14               | Afrique du Sud         | 15 |                  |                  |  |  |                                     |                                     |
|  |                  |                  | Afrique du Sud         | 15 |                  |                  |  |  |                                     |                                     |
|  |                  | Nouvelle-Zélande | 12                     |    |                  |                  |  |  |                                     |                                     |
|  |                  | Nouvelle-Zélande | 12                     |    |                  |                  |  |  |                                     |                                     |
|  |                  |                  |                        |    |                  |                  |  |  |                                     |                                     |
|  |                  |                  |                        |    |                  |                  |  |  |                                     |                                     |
|  |                  |                  |                        |    |                  |                  |  |  |                                     |                                     |
|  |                  |                  |                        |    |                  |                  |  |  |                                     |                                     |
|  |                  |                  |                        |    |                  |                  |  |  |                                     |                                     |
|  |                  |                  |                        |    |                  |                  |  |  |                                     |                                     |
|  |                  |                  |                        |    |                  |                  |  |  |                                     |                                     |
|  |                  |                  |                        |    |                  |                  |  |  |                                     |                                     |
|  |                  |                  |                        |    |                  |                  |  |  |                                     |                                     |

### Finale
| Équipes          | Afrique du Sud - Nouvelle-Zélande |
| Score            | 15 - 12 |
| Date             | 24 juin 1995 |
| Stade            | Ellis Park Stadium, Johannesburg ( Afrique du Sud) |
| Arbitre          | Ed Morrison ( Angleterre) |
| Les équipes      | |
| Afrique du Sud   | Titulaires : Os du Randt, Chris Rossouw, Balie Swart, Kobus Wiese, Hannes Strydom, Francois Pienaar, Ruben Kruger, Mark Andrews, Joost van der Westhuizen, Joël Stransky, Chester Williams, Hennie Le Roux, Japie Mulder, James Small, André Joubert Remplaçants : Garry Pagel, Rudolf Straeuli, Brendan Venter |
| Nouvelle-Zélande | Titulaires : Craig Dowd, Sean Fitzpatrick, Olo Brown, Ian Jones, Robin Brooke, Mike Brewer, Josh Kronfeld, Zinzan Brooke, Graeme Bachop, Andrew Mehrtens, Jonah Lomu, Walter Little, Frank Bunce, Jeff Wilson, Glen Osborne Remplaçants : Jamie Joseph, Marc Ellis, Ant Strachan, Richard Loe                   |
| Points           | |
| Afrique du Sud   | |
| Pénalités :      | Joël Stransky (3) |
| Drops :          | Joël Stransky (2) |
| Nouvelle-Zélande | |
| Pénalités :      | Andrew Mehrtens (3) |
| Drops :          | Andrew Mehrtens (1) |

## L'équipe d'Afrique du Sud championne du monde

### Première Ligne
- James Dalton (2 matchs, 2 comme titulaire)
- Os du Randt  (4 matchs, 4 comme titulaire)
- Marius Hurter (2 matchs, 2 comme titulaire)
- Garry Pagel (4 matchs, 2 comme titulaire)
- Chris Rossouw  (4 matchs, 4 comme titulaire)
- Balie Swart (4 matchs, 4 comme titulaire)
- Naka Drotske (1 match, 0 comme titulaire)

### Deuxième Ligne
- Krynauw Otto (3 matchs, 1 comme titulaire)
- Kobus Wiese (5 matchs, 5 comme titulaire)
- Hannes Strydom (4 matchs, 4 comme titulaire)

### Troisième Ligne
- Mark Andrews (4 matchs, 4 comme titulaire)
- Robbie Brink (2 matchs, 2 comme titulaire)
- Ruben Kruger (5 matchs, 5 comme titulaire)
- Francois Pienaar (5 matchs, 5 comme titulaire) (capitaine)
- Adriaan Richter (3 matchs, 2 comme titulaire)
- Rudolf Straeuli (3 matchs, 2 comme titulaire)

### Demi de mêlée
- Johan Roux (3 matchs, 2 comme titulaire)
- Joost van der Westhuizen (5 matchs, 4 comme titulaire)

### Demi d’ouverture
- Joël Stransky (5 matchs, 4 comme titulaire)

### Trois-quarts centre
- Hennie Le Roux (6 matchs, 5 comme titulaire)
- Japie Mulder (4 matchs, 4 comme titulaire)
- Christiaan Scholtz (3 matchs, 3 comme titulaire)
- Brendan Venter (4 matchs, 4 comme titulaire)

### Trois-quarts aile
- Pieter Hendriks (3 match, 3 comme titulaire)
- Gavin Johnson (3 match, 3 comme titulaire)
- James Small (4 matchs, 4 comme titulaire)
- Chester Williams (3 match, 3 comme titulaire)

### Arrière
- André Joubert (5 matchs, 5 comme titulaire)

## Meilleurs marqueurs d'essais sud-africains
1  Adriaan Richter, Chester Williams  Afrique du Sud 4 essais
3  Mark Andrews, Pieter Hendriks, Ruben Kruger, Chris Rossouw, Joël Stransky  Afrique du Sud 1 essai

## Meilleur réalisateur sud-africain
1  Joël Stransky  Afrique du Sud 61 points
2  Gavin Johnson,  Afrique du Sud 23 points
3  Adriaan Richter, Chester Williams  Afrique du Sud 20 points
5  Mark Andrews, Pieter Hendriks, Ruben Kruger, Chris Rossouw  Afrique du Sud 5 points

## L'ombre du dopage
Le titre mondial reste entaché de soupçons de dopage car plusieurs joueurs sud-africains des années 1990 (Ruben Kruger, Joost van der Westhuizen, Tinus Linee, André Venter) sont atteints de maladies neurologiques rares et en meurent jeunes,.